# Rogelio Domínguez
Rogelio Antonio Domínguez López (Buenos Aires, 1931. március 9. – Buenos Aires, 2004. július 23.) argentin válogatott labdarúgó, edző.
Az argentin válogatott tagjaként részt vett az 1957-es Dél-amerikai bajnokságon, illetve az 1962-es világbajnokságon.

## Sikerei, díjai

### Játékosként
Real Madrid
- Spanyol bajnok (3): 1957–58, 1960–61, 1961–62
- BEK győztes (3): 1957–58, 1958–59, 1959–60
- Interkontinentális kupa győztes (1): 1960
- Spanyol kupa (1): 1961–62

Nacional
- Uruguayi bajnok (1): 1966

Argentína
- Dél-amerikai bajnok (1): 1957